# Metal Enterprises
Metal Enterprises war ein deutsches Metal- und späteres Rechtsrock-Label, (zeitweise) vertrieben von Bellaphon.

## Labelgeschichte
Das Label wurde 1982 als Heavy-Metal- und Hard-Rock-Label gegründet und von Ingo Nowotny betrieben. Zu den bekanntesten Veröffentlichungen zählen die Platten Onkelz wie wir … (1987), Kneipenterroristen (1988), Lügenmarsch (1989) und Es ist soweit (1990) der Deutschrock-Gruppe Böhse Onkelz. Keines der Alben weist eindeutig dem rechtsextremen Spektrum zuzuordnende Tendenzen auf.
Erst gegen Ende der Vertragslaufzeit der Böhsen Onkelz wandte sich das Label vom Heavy-Metal- und Hard-Rock-Label dem Rechtsrock zu. Aus diesem Grund beendeten die Böhsen Onkelz ihre Zusammenarbeit mit Nowotny. Weiter brachte Metal Enterprises 1994 das Best-of-Album Könige für einen Tag heraus, das von der Band wegen NS-lastiger Covergestaltung erfolgreich gestoppt wurde. Nach der Entscheidung des Oberlandesgericht Frankfurt/Main vom 20. Dezember 1994 musste das Label den Sampler 6. Für Deutschland vom Markt nehmen, da Songs der Band SpringtOifel ohne deren Wissen und Zustimmung zusammen mit Songs mehrerer neofaschistischer Musikgruppen auf diesem Sampler veröffentlicht wurden, was einen Verstoß gegen das sogenannte Beeinträchtigungsverbot darstellt.
Bei den weiter bei Metal Enterprises verlegten Bands handelt es sich um Kahlkopf, Boots & Braces und Saccara.
1993 gründete Nowotny das Label Nowotny's Noize, auf dem mindestens zwei CDs (Kahlkopf – III und Boots and Braces – schön war die Zeit) veröffentlicht wurden.
Neben den politischen Kontroversen erlangte das Label gegen Ende der 1980er Jahre auch dadurch einen zweifelhaften Ruf, dass im labeleigenen Studio (mit Namen Tanit oder Woodland) neue Alben von bestenfalls unterdurchschnittlicher Qualität aufgenommen und unter den Namen zuvor unter Vertrag genommener, aber nicht mehr aktiver Bands veröffentlicht wurden. Diese Geschäftspolitik wurde mit dem Begriff Exploitation beschrieben.